# Curva de Gompertz
Uma Curva de Gompertz (também conhecida por Lei de Gompertz), assim nomeada devido a seu desenvolvedor Benjamin Gompertz, é um modelo matemático relativo a séries temporais, onde o crescimento é menor no começo e no fim do período temporal.
{\displaystyle y(t)=ae^{be^{ct}}}
onde
- a é a assímptota superior
- c é a taxa decrescimento
- b, c são números negativos
- e é o número de Euler (e = 2.71828...)